# Religión en Turquía

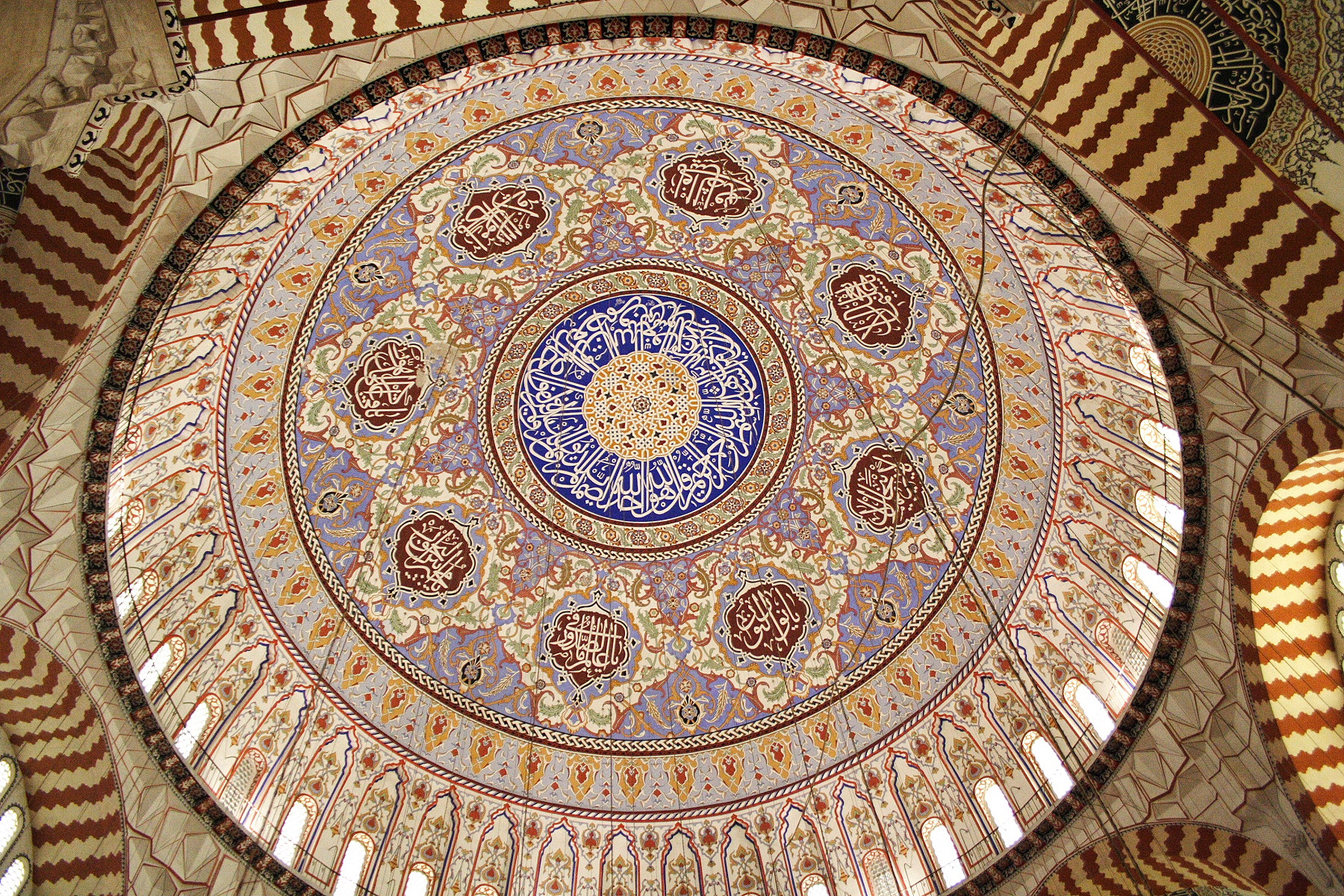
El interior de la mezquita de Selimiye en Edirne, uno de los logros más grandes de la arquitectura islámica.

El Islam es la religión mayoritaria en Turquía. Alrededor del 95% de la población está declarada como musulmana.
La mayoría de los musulmanes en Turquía son sunitas los que son aproximadamente el 70% y alevís que son aproximadamente el 25% de la población musulmana total. También hay una comunidad imamita que forma aproximadamente el 3% de la población musulmana. Entre la presencia musulmana sunita en Turquía no existe una pequeña pero considerable minoría de musulmanes con herencia y afiliación sufí.
Los cristianos (Ortodoxos Orientales, griegos ortodoxos y apostólicos armenios) y judíos (sefardíes), quienes comprende la población no musulmana, son aproximadamente el 4,7% del total de la población. Pero la definición constitucional del país es la de ser una república laica (laıklık).
Pese a lo que a primera vista pueda parecer, existe una gran variedad tanto de escuelas del islam como en lo que se refiere a las confesiones cristianas, lo que hace que el panorama religioso no sea en absoluto homogéneo.
Oficialmente Turquía es un país laico, y sin ninguna religión oficial desde la enmienda constitucional del año 1924 y fortalecida posteriormente en la ideología kemalista, junto con las reformas de Atatürk y la aplicación del laicismo por Atatürk al final del año 1937. Sin embargo, actualmente todas las escuelas públicas desde las elementales hasta las de educación superior tienen clases obligatorias de religión que solo se enfocan en el sector sunita del Islam. En estas clases, es obligatorio que los niños aprendan la oraciones y otras prácticas religiosas que pertenecen específicamente al Sunismo. De esta forma, Turquía aunque dice ser un estado laico, la aplicación del laicismo en las escuelas públicas es polémica. Su postulación para unirse a la Unión Europea divide a los actuales miembros de esta, algunos de los cuales cuestionan si un país musulmán podría ingresar. Turquía acusa a sus oponentes en la Unión Europea de favorecer un "club cristiano".
Desde comienzos de la década de 1980, el rol de la religión en el estado ha sido un tema polémico y causa de divisiones, a medida que los sectores más influyentes desafían la completa secularización requerida por el Kemalismo y de que la observancia de las prácticas islámicas experimentan un substancial renacimiento. A principios de la década del 2000, los grupos islámicos desafiaron el concepto del estado laico con un aumentado vigor después de que el gobierno de Erdoğan había calmado el tema en el año 2003. Aunque el gobierno turco declara al 99% de la población como musulmana, los investigadores académicos y las encuestas entregan diferentes resultados acerca del porcentaje de musulmanes y que usualmente dan cifras más bajas, pero la mayoría están alrededor del 90%. En la encuesta más reciente llevada a cabo por la Sabancı University, el 98,3% se declaró como musulmán. De esa cifra, el 16% dijo que era "extremadamente religioso", 39% dijo que eran "algo religioso" y 32% dijo que eran "no religiosos". El 3% de los turcos se declaró sin creencias religiosas.

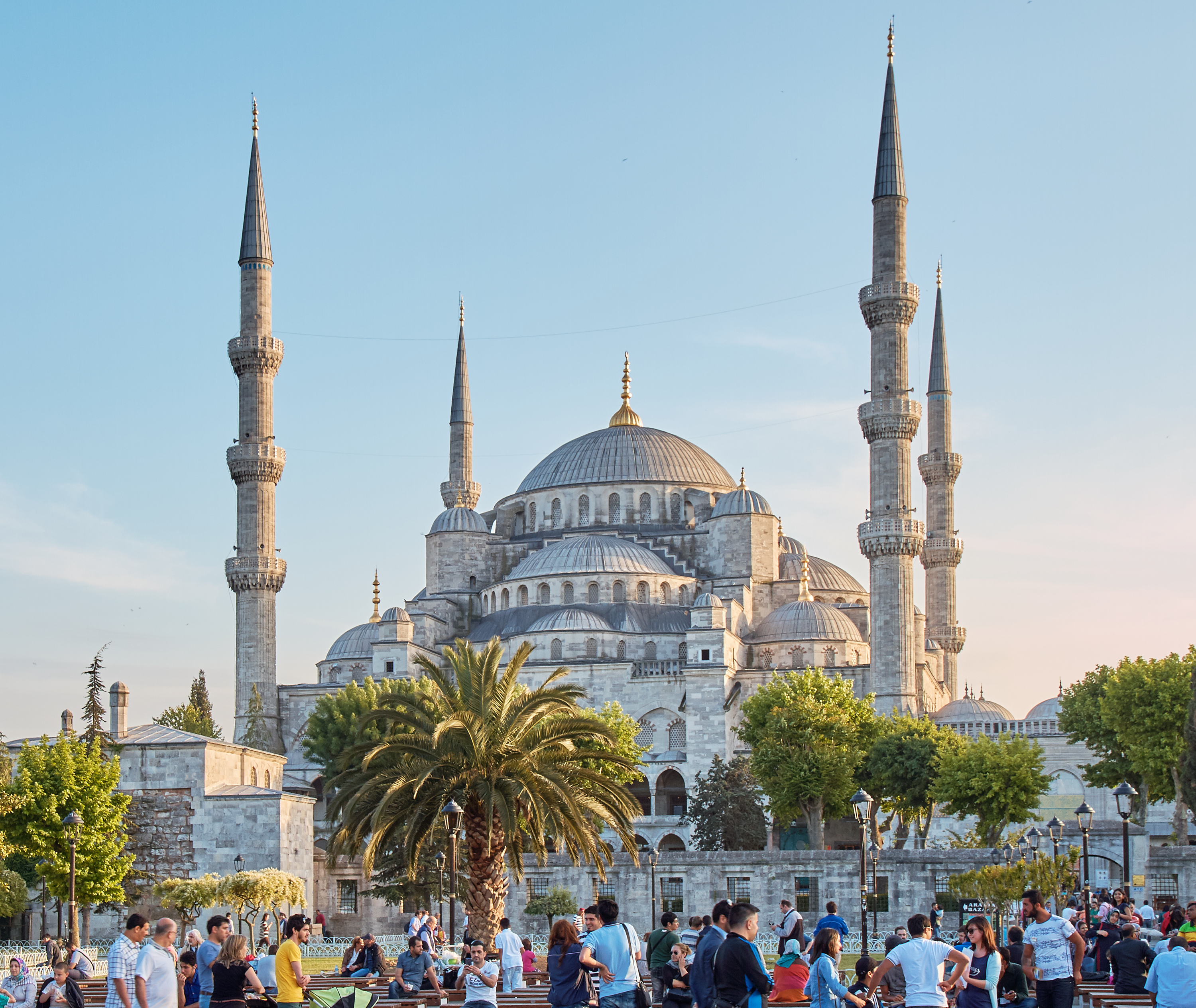
La Mezquita Sultán Ahmed en Estambul.

## Islam
El islam es la religión con la mayor cantidad de adherentes en el país, donde la mayoría de la población es nominalmente musulmana, de la cual sobre el 72% pertenece a la rama sunita del islamismo. Sobre el 25% de la población es chiita alevita. También hay una pequeña comunidad bektashi que pertenece a la orden sufista del islamismo que es originaria de Turquía, pero que tiene numerosos seguidores en la península balcánica. El islamismo llegó a la región que comprende a la Turquía actual, particularmente a las provincias orientales del país, durante el siglo séptimo. La corriente principal de la escuela hanafí del islamismo sunita está mayormente organizado por el estado, a través de la Presidencia de Asuntos Religiosos, que fue establecida en el año 1924 después de la abolición del Califato y controla todas las mezquitas y clérigos musulmanes y es oficialmente la autoridad religiosa más alta en el país.
Actualmente, existen miles de mezquitas históricas en todo el país que aún están activas. Mezquitas notables construidas durante los períodos Selyuq y Otomano incluyendo a la Mezquita Sultán Ahmed y la Mezquita de Süleymaniye ubicadas en Estambul, la Mezquita de Selim ubicada en Edirne, la Mezauita de Yeşil ubicada en Bursa, la Mezquita de Alaeddin y la Mezquita de Mevlana ubicadas en Konya, y la Gran Mezquita ubicada en Divriği, entre muchas otras. Las grandes mezquitas construidas durante el período de la República de Turquía incluyen a la Mezquita de Kocatepe ubicada en Ankara y la Mezquita de Sabancı ubicada en Adana.

## Otras religiones

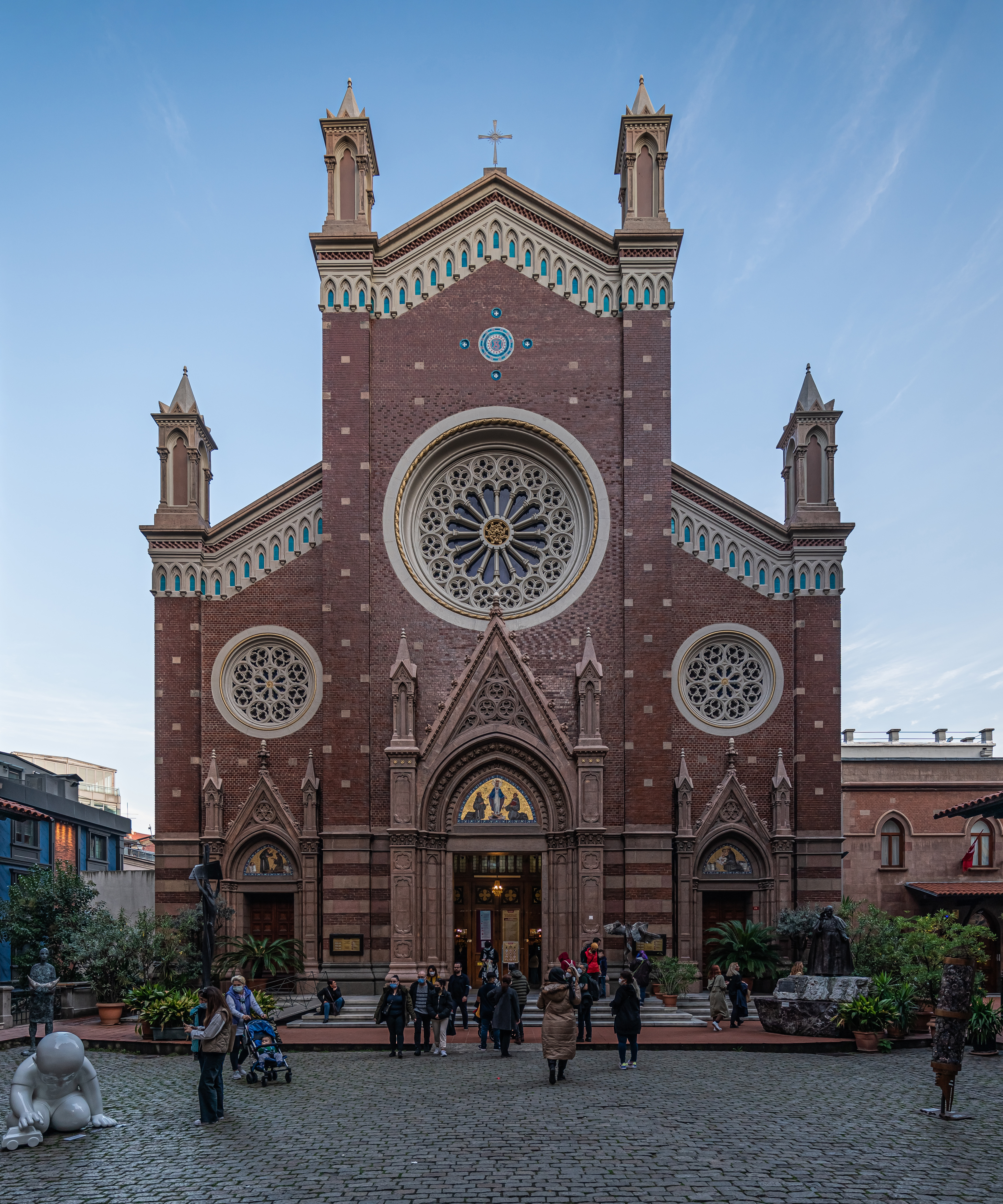
La Iglesia de San Antonio de Padua localizada en el distrito de Beyoğlu en Estambul.

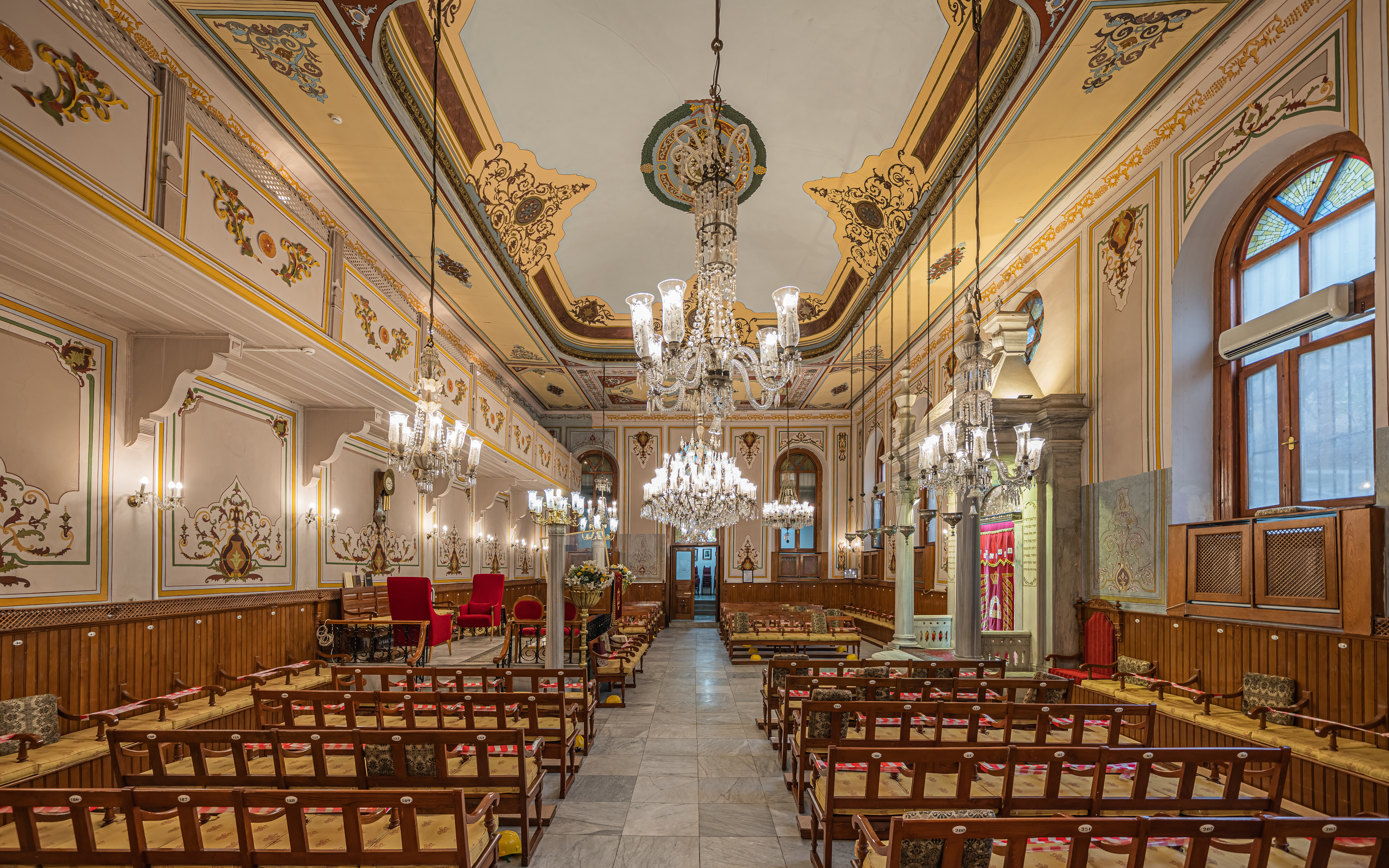
Sinagoga Hemdat Israel en Estambul.

El resto de la población pertenece a otras religiones, particularmente denominaciones cristianas (Ortodoxa Griega, Apostólica Armenia, Ortodoxa Siria, Católica y Protestante) y judaísmo (principalmente judíos sefarditas y una comunidad Asquenazí más pequeña) Turquía tiene numerosos sitios importantes para el judaísmo y la cristiandad, siendo el lugar de nacimiento de esta última. Desde el siglo IV, Estambul (Constantinopla ha sido la sede del Patriarcado Ecuménico de Constantinopla (en forma no oficial el Fener Rum Ortodoks Patrikhanesi), que es una de las catorce iglesias ortodoxas orientales autoacéfalas y el primus inter pares (primero entre iguales) de la comunión Ortodoxa Oriental. Sin embargo, el gobierno turco no reconoce el estado ecuménico del Patriarca Bartolomé I. El Seminario Halki permanece cerrado desde el año 1971 debido a la negativa del Patriarca de aceptar la supervisión del ministerio de educación turco sobre los planes de estudio de la escuela; mientras que el gobierno turco quiere que la escuela funcione como una rama de la Facultad de Teología de la Universidad de Estambul.
Desde 1461 Estambul es la sede del Patriarcado Armenio de Constantinopla. Han existido 84 patriarcas desde el establecimiento del Patriarcado. El primer Patriarca Armenio de Constantinopla fue Hovakim I quien gobernó desde el año 1461 al año 1478. El sultán Mehmed II permitió el establecimiento del patriarcado en el año 1461, solo ocho años después de la Caída de Constantinopla en el año 1453. El patriarca fue reconocido como el líder religioso y secular de todos los armenios en el Imperio Otomano, y tenía el título de milletbaşı o etnarca así como patriarca. 75 patriarcas gobernaron durante el periodo otomano (1461-1908), 4 patriarcas en el periodo de los Jóvenes Turcos (1908–1922) y 5 patriarcas en la actual República de Turquía laica (1923–presente). El actual Patriarca Armenio es Mesrob II (Mutafyan) (Մեսրոպ Բ. Մութաֆեան), quien ha estado en el cargo desde 1998.
Existen muchas iglesias y sinagogas localizadas en todo el país, tal como la Catedral patriarcal de San Jorge, la Iglesia de San Antonio de Padua, la Catedral del Espíritu Santo, la Sinagoga Neve Shalom, la Sinagoga Italiana y la Sinagoga Asquenazí en Estambul. También existen muchas iglesias históricas que han sido transformadas en mezquitas o museos, tales como la de Hagia Sophia y la de San Salvador de Cora en Estambul, la Gruta de San Pedro en Antioquía y la Iglesia de San Nicolás en Myra en Myra, entre muchas otras. Probablemente existe 10 a 20 mil bahaístas y alrededor de cien asambleas espirituales locales bahaístas en Turquía.

## Secularismo
Turquía tiene una constitución secular, sin una religión oficial del estado. La fuerte tradición del secularismo en Turquía esencialmente es similar al modelo francés de laicismo. La constitución reconoce la libertad de culto para los individuos, mientras que las comunidades religiosas están colocadas bajo la protección y jurisdicción del estado y no se pueden involucrar en el proceso político (por ejemplo, formando un partido político religioso) o estableciendo escuelas basadas en su fe. Ningún partido político puede decir que representa una forma de creencia religiosa; sin embargo, las sensibilidades religiosas generalmente están representadas por los partidos conservadores. Turquía permite por ley el uso de ropa religiosa para cubrirse la cabeza y de vestimentas simbólicas teológicas-políticas para ambos géneros en edificios gubernamentales, escuelas y universidades; la Gran Cámara del Tribunal Europeo de Derechos Humanos consideró que la ley era de uso "legítimo" en el caso de Leyla Şahin contra Turquía el 10 de noviembre de 2005.
A inicios de la década de 1980, el rol de la religión en el estado ha sido un tema que divide, a medida que facciones con influencia desafían la completa secularización requerida por el kemalismo y la observancia de las prácticas islámicas experimentó un substancial renacimiento. A principios de la década del 2000, grupos islámicos desafiaron el concepto del estado secular con aumentado vigor después de que el gobierno de Erdoğan había calmado el tema en el año 2003.
Las reformas que apuntaban en la dirección del secularismo habían sido completadas bajo el gobierno de Atatürk (la abolición del Califato, etc..). Sin embargo, Turquía no es un estado estrictamente secular:
- no existe separación entre religión y estado
- existe un tutelaje de la religión por parte del estado

La religión es mencionada en los documentos de identidad y existe una administración llamada "Presidencia de Asuntos Religiosos" o Diyanet que explota al islam para legitimar algunas veces al Estado y administra 77.500 mezquitas. Esta agencia estatal, establecida por Ataturk (en el año 1924), financia únicamente la rama sunita del islamismo. Otras religiones deben obtener por sí mismas el financiamiento necesario para operar y encaran obstáculos administrativos para funcionar en el día a día.
Cuando se recolectan los impuestos, todos los ciudadanos turcos son iguales. La tasa del impuesto no está basada en la religión. Sin embargo, a través de la "Presidencia de Asuntos Religiosos" o Diyanet, los ciudadanos turcos no son iguales en el uso de estos ingresos. La Presidencia de Asuntos Religiosos, que tiene un presupuesto de más de US$2,5 mil millones en el año 2012, solo financia las prácticas musulmanes sunitas.
Esta situación presenta un problema teológico, en lo tocante a que la religión de Mahoma estipula, a través de la noción de haram (Corán, Surah 6, versículo 152), que se debe "dar total medida y total peso en toda justicia".
Sin embargo, desde que fue fundada, la Diyanet, a través de los impuestos, usa los recursos de los ciudadanos no sunitas para financiar su administración y solo de lugares de adoración sunitas.
Por ejemplo, los musulmanes Câferî (principalmente Azeríes) y Alevís Bektashi (principalmente turcomanos) participan en el financiamiento de las mezquitas y los salarios de los imanes sunitas, mientras que sus lugares de adoración, que no son oficialmente reconocidos por el estado, no reciben ningún tipo de financiamiento.
Teóricamente, Turquía, a través del Tratado de Lausana (del año 1923), reconoce los derechos políticos y culturales de las minorías no musulmanas. En la práctica, Turquía solo reconoce las minorías religiosas griegas, armenias y judías sin garantizarles a ellos los derechos mencionados en el Tratado de Lausana. Los musulmanes alevís Bektashi, Câferî, los católicos latinos y los protestantes no son reconocidos oficialmente.
| Religión                                                                    | Población estimada          | Medidas de Expropriación | Reconocimiento oficial a través de la constitución o tratados internacionales | Financiamiento gubernamental de los lugares de culto y personal religioso |
| --------------------------------------------------------------------------- | --------------------------- | ------------------------ | --- | ------------------------------------------------------------------------- |
| Islamismo sunita - Hanafí                                                   | 70 a 75% (52 a 64 millones) | No                       | Si a través de la Diyanet mencionada en la constitución (art.136) | Si a través de la Diyanet                                                 |
| Islamismo sunita - Shafi'i                                                  | 70 a 75% (52 a 64 millones) | No                       | Si a través de la Diyanet mencionada en la constitución (art.136) | Si a través de la Diyanet                                                 |
| Islamismo chiita - Bektashi                                                 | 25 a 30% (11 a 19 millones) | Si                       | No. En 1826 con la abolición del cuerpo de Jenízaros, los tekke Bektashi (convento de derviches) fueron clausurados· | No                                                                        |
| Islamismo chiita - Aleví                                                    | 25 a 30% (11 a 19 millones) | Si                       | No. A principios del siglo quince, debido a la insostenible opresión otomana, los Alevíes apoyaron a Shah Ismail I. quien tenía origen turcomano. Los partidarios de Shah Ismail I., quien usaba un birrete rojo con doce pliegues en referencia a los 12 imanes llamados Qizilbash. Los otomanos que fueron arabizados y persanizados consideraban a los Qizilbash (Alevís) como enemigos debido a sus orígenes turcomanos. Actualmente, los cemevi, lugares de culto Alevíes Bektashi no tienen reconocimiento oficial. | No                                                                        |
| Islamismo chiita - Ja'fari                                                  | 4% (3 millones)             |                          | No | No                                                                        |
| Islamismo chiita - Alauita                                                  | 300 a 350 000               |                          | No | No                                                                        |
| Judaísmo                                                                    | 20 000                      | Si                       | Si a través del Tratado de Lausana (1923) | No                                                                        |
| Cristianismo - Protestantismo                                               | 5000                        |                          | No | No                                                                        |
| Cristianismo – Católicos latinos                                            |                             |                          | No | No                                                                        |
| Cristianismo – Católicos griegos                                            |                             | Si                       | Si a través del Tratado de Lausana (1923) | No                                                                        |
| Cristianismo - Ortodoxos - Griegos (Iglesia ortodoxa de Constantinopla)     |                             | Si                       | Si a través del Tratado de Lausana (1923) | No                                                                        |
| Cristianismo - Ortodoxos - Armenios (Patriarcado armenio de Constantinopla) | 57 000                      | Si                       | Si a través del Tratado de Lausana (1923) | No                                                                        |
| Cristianismo - Cristianos caldeos católicos (armenios)                      | 3000                        | Si                       | Si a través del Tratado de Lausana (1923) | No                                                                        |
| Cristianismo - Iglesias ortodoxa y católica siríacas                        | 15 000                      | Si                       | No | No                                                                        |
| Yazidismo                                                                   | 377                         |                          | No | No                                                                        |

Con más de 100 000 empleados, el Diyanet es una clase de estado al interior de otro estado. En el año 2013, con un presupuesto de más de 4,6 mil millones de TL (Lira turca), el Diyanet o Ministerio de Asuntos Religiosos, ocupa la 16a. posición en los gastos del gobierno central. El presupuesto del Diyanet es:

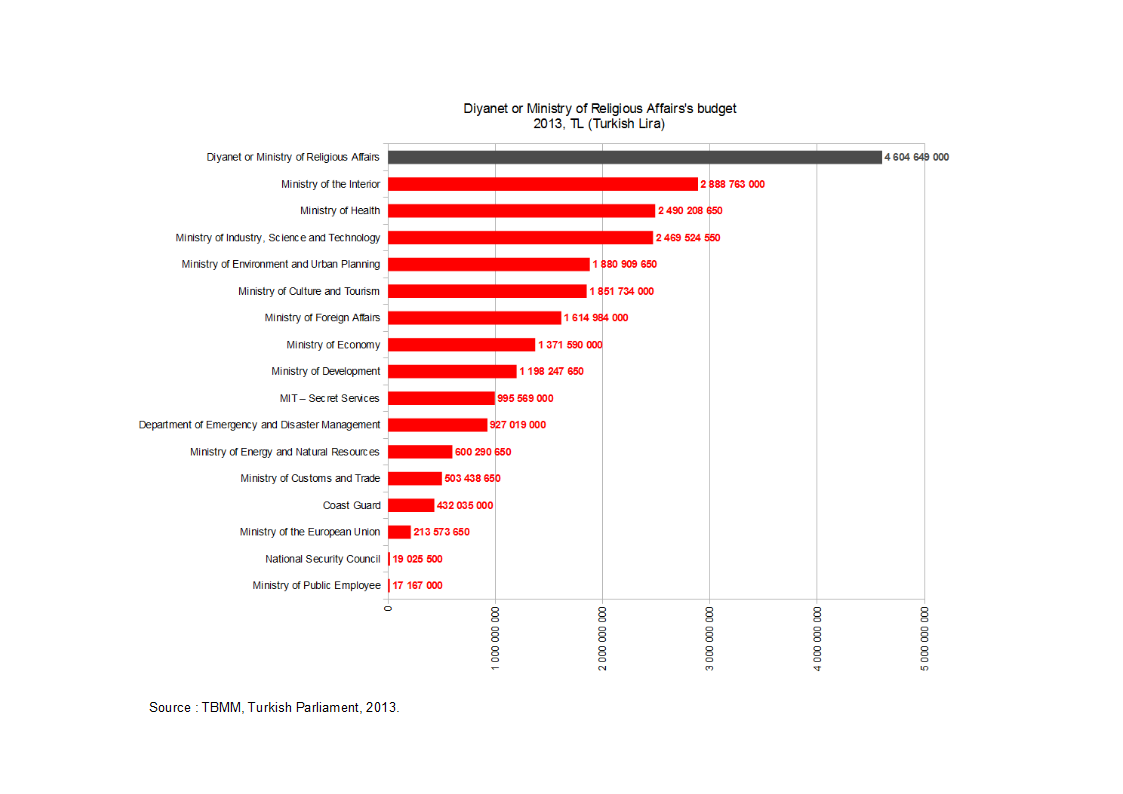
Presupuesto del Diyanet para el año 2013 - Fuente : TBMM, Parlamento turco, 2013.

- 1,6 veces el presupuesto asignad al Ministerio del Interior[40]
- 1,8 veces el presupuesto asignad al Ministerio de Salud[40]
- 1,9 veces el presupuesto asignad al Ministerio de la Industria, Ciencia y Tecnología[40]
- 2,4 veces el presupuesto asignad al Ministerio del Ambiente y Planificación Urbana[40]
- 2,5 veces el presupuesto asignad al Ministerio de Cultura y Turismo[40]
- 2,9 veces el presupuesto asignad al Ministerio de Asuntos Exteriores[40]
- 3,4 veces el presupuesto asignad al Ministerio de Economía[40]
- 3,8 veces el presupuesto asignad al Ministerio del Desarrollo[40]
- 4,6 veces el presupuesto asignad al MIT – Servicios Secretos[40]
- 5,0 veces el presupuesto asignad al Departamento de Emergencias y Manejo de Desastres[40]
- 7,7 veces el presupuesto asignad al Ministerio de Energía y Recursos Naturales[40]
- 9,1 veces el presupuesto asignad al Ministerio de Aduana y Comercio[40]
- 10,7 veces el presupuesto asignad al Guardia Costera[40]
- 21,6 veces el presupuesto asignad al Ministerio de la Unión Europea[40]
- 242 veces el presupuesto asignad al Consejo de Seguridad Nacional[40]
- 268 veces el presupuesto asignad al Ministerio de Empleados Públicos[40]

Adicionalmente el presupuesto del Diyanet representa el:
- 79% del presupuesto de la Policía[40]
- 67% del presupuesto del Ministerio de Justicia[40]
- 57% del presupuesto de los Hospitales Públicos[40]
- 31% del presupuesto de la Policía Nacional[40]
- 23% del presupuesto del Ejército Turco, que es el 23% del presupuesto del segundo ejército de la OTAN.[40]

## Organización religiosa

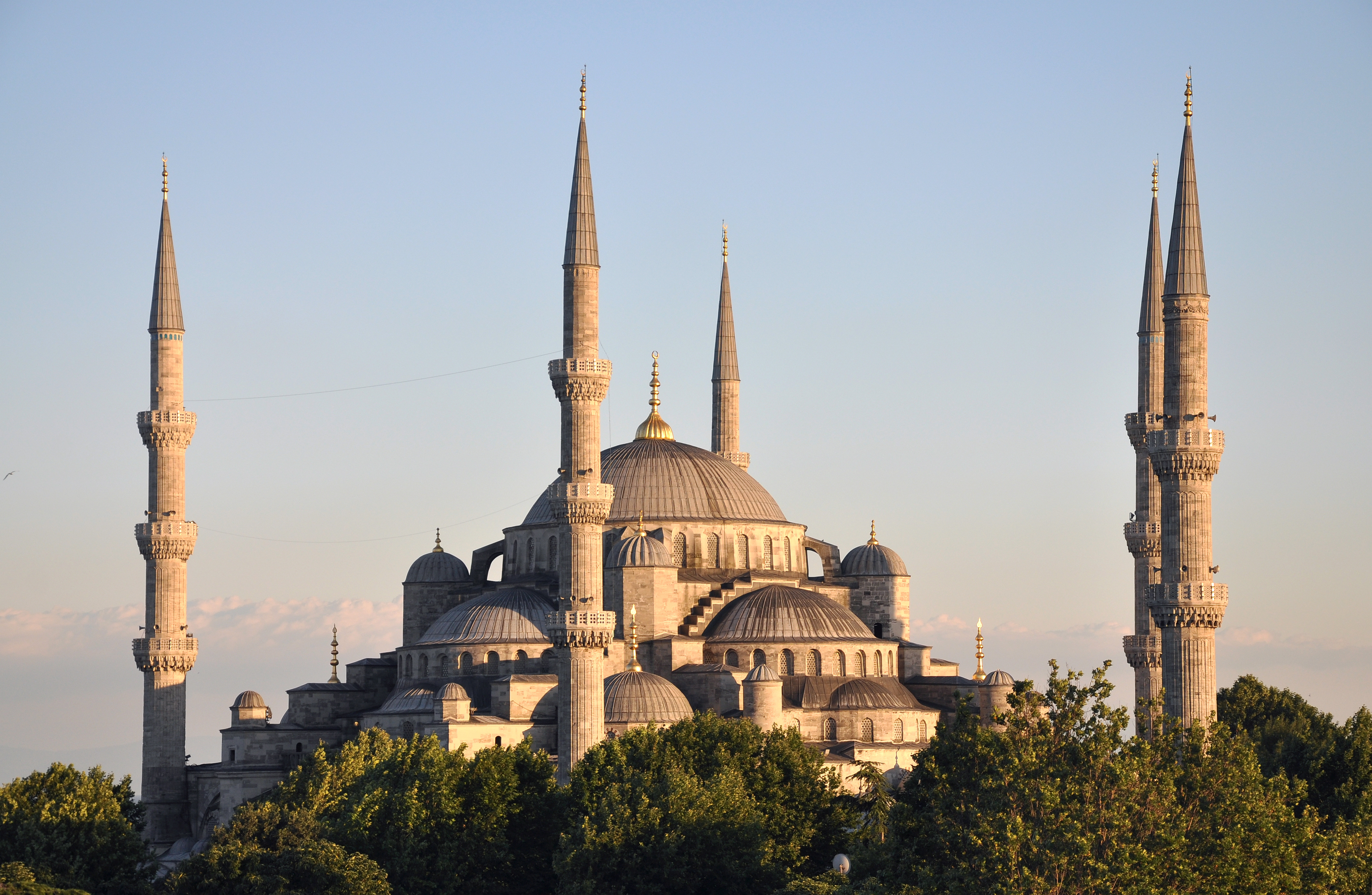
Mezquita del Sultán Ahmet, Estambul Turquía.

La escuela sunita Hanafi principal está organizando en su mayor parte por estado, a través del Diyanet İşleri Başkanlığı (Consejo Administrativo de Asuntos Religiosos), que controla todas las mezquitas y clérigos musulmanes. El consejo administrativo es criticado por los musulmanes alevís por no apoyar sus creencias y por favorecer la fe sunita.
El Patriarca Ecuménico de Constantinopla (Patrik) es la cabeza de la Iglesia Ortodoxa Griega en Turquía y también sirve como el líder espiritual de todas las iglesias ortodoxas del mundo. El Patriarca Armenio es la cabeza de la Iglesia Armenia en Turquía, mientras que la comunidad judía es encabezada por el Jajambasi, el Rabino Jefe de Turquía, basado en Estambul. Todos estos grupos comparten las mismas críticas hacia el consejo administrativo.

## Sitios históricos cristianos
Antioquía (Antakya), la ciudad donde "los discípulos se llamaron por primera vez cristianos" de acuerdo al libro bíblico Hechos de los Apóstoles, está localizada en la Turquía moderna, así como la mayoría de los lugares visitados por Pablo el apóstol durante sus viajes misioneros. Los libros bíblicos Epístola a los Gálatas, Epístola a los Efesios, Epístola a los Colosenses, Primera epístola de Pedro y Apocalipsis están dirigidos a personas que vivían en el territorio de la Turquía moderna. Adicionalmente, los primeros siete concilios ecuménicos que definen el cristianismo para los cristianos de la Iglesia ortodoxa y la Iglesia católica ocurrieron en el territorio de lo que hoy en día es Turquía.

## Libertad religiosa

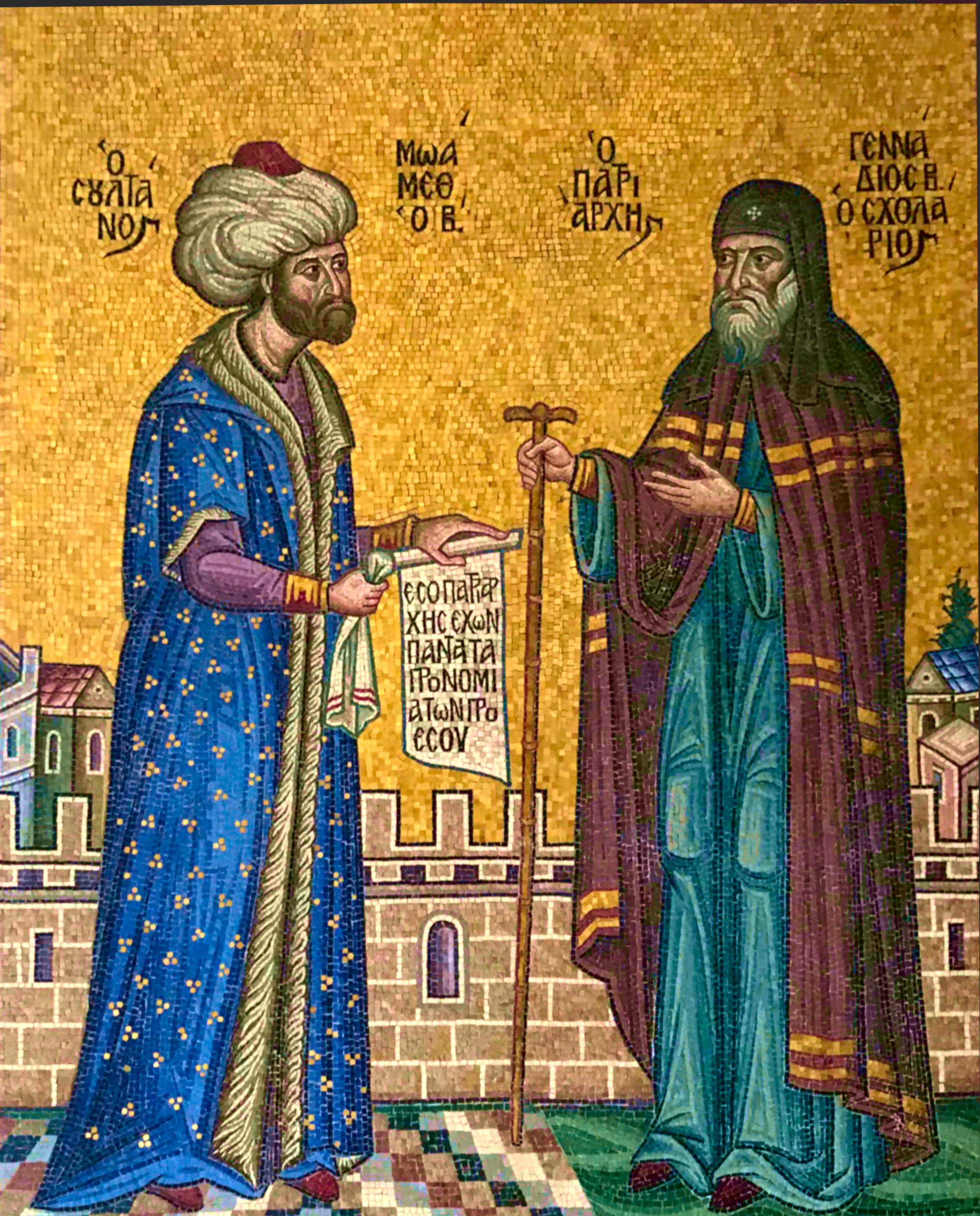
El sultán otomano Sultán Mehmed El Conquistador y el Patriarca Ortodoxo Griego Gennadios II. Mehmed II no solo permitió que el Patriarcado Ecuménico de Constantinopla Iglesia ortodoxa de Constantinopla permaneciera activo en la ciudad después de su conquista por los turcos otomanos en el año 1453, él también estableció el Patriarcado Armenio de Constantinopla en el año 1461, como parte del sistema Millet. Los bizantinos acostumbraban a considerar a la iglesia armenia como heréticos y no le permitían funcionar al interior de las murallas de Constantinopla.

La constitución considera la libertad religiosa, y generalmente el gobierno respeta este derecho en la práctica; sin embargo, este mismo impone algunas restricciones sobre los musulmanes y muchas más sobre los otros grupos religiosos, y sobre la expresión religiosa musulmana en las oficinas de gobierno y en las instituciones públicas, incluyendo las universidades.
Aunque el proselitismo es legal en el país, los musulmanes no sunitas, cristianos y judíos enfrentan unas pocas restricciones y ocasional hostigamiento por reuniones y proselitismo no autorizado. El gobierno continua oponiéndose al "fundamentalismo islámico."
Las personas que deseen convertirse desde el islamismo hacia otras religiones algunas veces experimentan hostigamiento social y violencia por parte de parientes y vecinos.
Turquía tiene un gobierno democrático y una fuerte tradición de secularismo. Sin embargo, la interpretación del estado turco del secularismo ha resultado en violaciones de la libertad religiosa de muchos ciudadanos turcos. El informe del año 2009 de la Comisión Estadounidense para la Libertad Religiosa Internacional coloco a Turquía en su lista de vigilancia junto a países como Afganistán, Cuba, la Federación Rusa y Venezuela.
De acuerdo al informe de la Comisión Estadounidense para la Libertad Religiosa Internacional, la situación de los judíos en Turquía es mejor que la de en otros países con mayoría musulmana. Los judíos indican que son capaces de ejercer libremente su derecho de adoración y generalmente sus lugares de recogimiento cuentan con la protección del gobierno cuando se requiere. También los judíos tienen sus propias escuelas, hospitales, dos hogares de ancianos e instituciones de bienestar, así como un periódico. Sin embargo, han surgido preocupaciones en los años recientes debido a ataques realizados por extremistas contra las sinagogas en los años 2003 y 2004, así como un creciente antisemitismo en algunos sectores de los medios y sociedad turcos.[cita requerida]
Los católicos algunas veces también han sido sujeto de ataques sociales violentos. En febrero de 2006, un sacerdote católico italiano fue muerto por un disparo en su iglesia en Trabzon, según se informó este fue realizado por un joven furioso por las caricaturas del profeta musulmán en periódicos daneses. El primer ministro Erdoğan y otros miembros del gobierno condenaron fuertemente el asesinato. Posteriormente el joven de 16 años fue acusado de asesinato y sentenciado a 19 años de prisión. En diciembre de 2007, un joven de 19 años acuchilló a un sacerdote católico en las afueras de una iglesia localizada en Izmir; el sacerdote fue tratado y dado de alta al día siguiente. De acuerdo a informes periodísticos, el asaltante, que había sido arrestado, admitió que había sido influenciado por un reciente programa de televisión que mostraba a misioneros cristianos como infiltrados que tomaban ventaja de la gente pobre. Los católicos también han sido objeto de confiscaciones a sus propiedades por parte del gobierno.
El Patriarca Armenio, cabeza de la Iglesia Ortodoxa Armenia, también carece de estado de personalidad legal y no existe un seminario en Turquía para educar a sus clérigos desde el cierre del último seminario restante por parte del estado. De la misma forma que el Patriarca Ecuménico, el Patriarcado Armenio experimenta interferencia gubernamental turca directa en la selección de su liderazgo religioso, y también el estado turco previene que la comunidad ortodoxa armenia, que el Departamento de Estado estima en 65 000, puede hacer funcionar un seminario independiente. En el año 2006, el Patriarca Armenio envió una propuesta al Ministerio de Educación para que le permitiera establecer una facultad en Armenia en una universidad estatal con instrucción por el Patriarca. Bajo las actuales restricciones, solo la comunidad musulmana sunita puede operar legalmente instituciones que entrenen nuevos clérigos en Turquía destinados al futuro liderazgo de esa comunidad.